# 1958 في الهند
فيما يلي قوائم الأحداث التي وقعت خلال عام 1958 في الهند.

## سياسة

### تعيين في المنصب
- 13 فبراير – جواهر لال نهرو وزير المالية الهندي [الإنجليزية]‏.

### انتهاء فترة المنصب
- 2 فبراير – أبو الكلام آزاد Ministry of Education (India) [الإنجليزية]‏.
- 13 مارس – جواهر لال نهرو وزير المالية الهندي [الإنجليزية]‏.

## أفلام
من الأفلام التي صدرت هذه السنة في الهند:
- 10 أكتوبر – غرفة الموسيقى من إخراج ساتياجيت راي.

## مواليد

### فبراير
- 9 فبراير – أمريتا سينغ ممثلة هندية.

### سبتمبر
- 3 سبتمبر – شاكتي كابور ممثل هندي.